# CD38
CD38 (кластер дифференцировки 38), представляет собой гликопротеин массой ∼45 кДа, который кодируется геном CD38, расположенным на хромосоме 4p15. CD38 обнаружен на поверхности многих иммунных клеток (лейкоцитов). Являясь многофункциональным ферментом гидролазой (гликогидролаза (ЕС 3.2.2.6)), он катализирует деградацию НАД или же НАДФ с образованием циклической АДФ-рибозы и никотинамида. Продукты этой реакции необходимы для регулирования внутриклеточного пула Ca2+, самой древней и универсальной системы сигнализации клеток. Поэтому он участвует также в таких процессах как сокращение гладких мышц, гибель клеток и апоптоз, нейронная и гормональная сигнализация, оплодотворение яиц и ряде других процессов.
Участвуя в этой реакции CD38 осуществляет регуляцию внутриклеточного пула НАД.  В процессе старения организма уровень белка CD38 увеличивается, что приводит к снижению пула НАД и ослаблению синтеза АТФ митохондриями. Флавоноиды такие как апигенин ингибируя CD38, повышают уровни внутриклеточного НАД и, таким образом активируют сигнальные пути, связанные с НАД-зависимыми белками - сиртуинами. Влияя на пул НАД, CD38 участвует в регуляции метаболизма и в патогенезе множества состояний, включая старение, ожирение, диабет, сердечные заболевания, астму и воспаление.
Помимо вышеперечисленных функций CD38 участвует в развитии областей мозга, важных для социального поведения. Он необходим для регуляции секреции окситоцина

## Ингибиторы CD38
Поскольку CD38 играет центральную роль в снижении пула НАД, искусственное поддержание высокого уровня НАД за счет ингибирования CD38 может оказывать положительное влияние на метаболические заболевания и процессы старения организма. Способностью ингибировать CD38 обладают такие вещества как:
- Реин — активный метаболит диацереина[22]

MK-0159 ингибитор фермента CD38. Мыши, получавшие MK-0159, были хорошо защищены от повреждения миокарда при ишемии/реперфузии сердца по сравнению с мышами, получавшими предшественники НАД+ (никотинамидрибозид) или такой мощный ингибитор CD38 как 78c.

- 78c (ингибитор CD38)[23]
- Хризантемин[24]
- compound 1ai[25]
- compound 1am [26][27]
- Даратумумаб[28]
- Изатуксимаб[29]
- Фельзартамаб (MOR202)[30]
- Апигенин[31]
- Лютеолинидин[32]
- MK-0159[33][34]
- TNB-738[35]